# Quantya

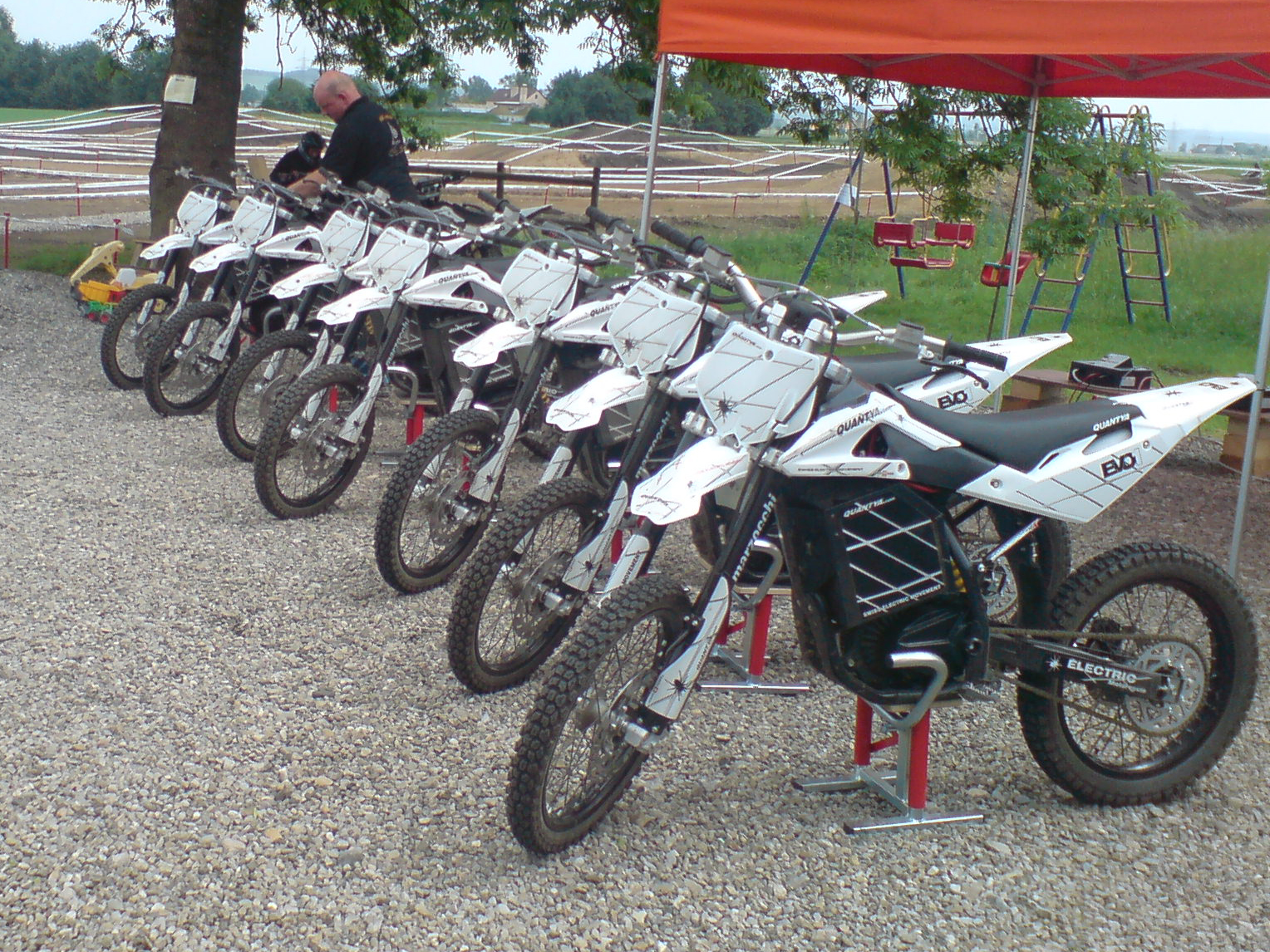
Quantya Track dans un Quantypark

Quantya est un fabricant de motos tout-terrain et de route établi en Suisse, au Tessin. La particularité de sa production est la motorisation électrique de ses modèles : la Strada et la Track avec un moteur électrique à courant continu de 48 volts et 8,5 kilowatts de puissance. Certains de ces modèles sont reconnus les meilleurs dans leur catégorie.

## Description
Silencieuse, d'une autonomie de 2 heures environ dans le terrain ou 40 km sur route.
Les batteries au Li-Po se rechargent sur secteur en 1 h 30 environ.
Les accélérations sont comparables à un gros scooter de 50 à 60 ch ou 36 à 44 kW. La dernière version 2009 atteint une vitesse maximum d'environ 80 km/h.
Elle est l'équivalent d'une petite moto de 125 cm³ en Europe. En Suisse, la Strada est homologuée comme une 50 cm³, elle peut être conduite avec un permis A1 dès 16 ans.
Les recherches actuelles se portent sur l'augmentation de l'autonomie et de la vitesse de pointe.

## Entreprise
L'entreprise est fondée à Lugano à la fin 2005 par Claudio Dick, un mécanicien automobile tessinois qui occupe le poste de directeur de l'importateur suisse de Cagiva de 1999 à 2005. Il la finance sur sa fortune personnelle jusqu'à fin 2007, faute de soutien des banques.
La production de l'année 2008 est de 800 véhicules, qui trouvent tous preneurs à un prix de 13 000 francs l'unité. La quasi-totalité de la production (98 %) est écoulée à l'étranger.